# Fyrkant (typografi)
Fyrkant är inom typografin en relativ längdenhet, som motsvarar det aktuella typsnittets grad; hos en text satt i exempelvis 12 punkter (pt) är en fyrkants längd också 12 pt. En typografisk fyrkant utgör alltså ingen fix måttenhet, utan anpassar sig efter storleken hos texten. I typografiska sammanhang delar man ofta upp måttet i halvfyrkant, tredjedelsfyrkant, fjärdedelsfyrkant, sjättedelsfyrkant och åttondelsfyrkant, till exempel vid marginaljustering och utslutning mellan ord och skiljetecken.